# Jackie Edwards
Jackie Edwards, född 14 april 1971, är en friidrottare från Bahamas. Hon deltog vid olympiska sommarspelen 1992, olympiska sommarspelen 1996, olympiska sommarspelen 2000, olympiska sommarspelen 2004 och olympiska sommarspelen 2008.